# 阿斯兰·马斯哈多夫
阿斯兰·阿利耶维奇·马斯哈多夫（1951年9月21日—2005年3月8日），伊奇克里亚车臣共和国前总统，武装部队主要领导人之一。其有一子安佐尔·马斯哈多夫（1976年生）。

## 早年
马斯哈多夫出生于哈萨克境内的一个车臣家庭，1957年返回车臣。他于1969年参加苏联军队，1972年从格鲁吉亚第比利斯军校毕业，其后他先后在远东、匈牙利和立陶宛等地服役，军衔升为上校。
1991年，马斯哈多夫因为反对对立陶宛分离主义分子进行镇压，愤而离开军队。
1992年，回到车臣的马斯哈多夫被车臣总统焦哈尔·杜达耶夫任命为参谋长，在他的领导下，车臣很快建立了一支自己的武装，并在1994年爆发的第一次车臣战争中重创俄罗斯军队。在战争期间，马斯哈多夫始终是车臣武装的二号人物，并亲自指挥了格罗兹尼总统府保卫战。

## 出任總統
1996年4月，杜达耶夫被俄军打死，马斯哈多夫继承其领导职位，与俄罗斯联邦代表亚历山大·列别德展开谈判。双方于8月31日最终签署哈萨维尤尔特和平协议，车臣赢得了事实上的独立地位，其最终地位问题推迟到2001年决定。同年末，俄军撤出车臣。
1996年10月17日，马斯哈多夫出任车臣临时政府总理。次年1月，他在车臣大选中击败沙米尔·巴萨耶夫，当选车臣总统。1997年5月12日，马斯哈多夫代表车臣共和国在克里姆林宫同俄罗斯总统鲍里斯·叶利钦签署了正式和平条约。
但是，马斯哈多夫很快显示出其软弱一面，虽然他从1997年8月开始在车臣境内实施严厉的伊斯兰教法律，但是仍然无法保持对巴萨耶夫等武装领袖的控制，绑架、暗杀和其他有组织犯罪肆虐车臣全境。车臣武装分子甚至主动出击，在俄罗斯境内先后制造了多起恐怖主义袭击。
马斯哈多夫作为车臣分离主义者世俗一派的领袖，著手对瓦哈比教派等伊斯兰原教旨主义势力进行打击，这使得车臣内部出现分裂。伊斯兰极端分子比如沙米爾·巴薩耶夫等人将矛头转向马斯哈多夫，组织了数次针对其的暗杀。

## 敗亡
1999年，巴萨耶夫的部队袭击了达吉斯坦，这成为第二次车臣战争的导火線。新任俄罗斯总统弗拉基米尔·普京命令俄军重返车臣，并于次年宣布马斯哈多夫为非法车臣总统。马斯哈多夫拒绝投降，他撤出格罗兹尼，坚持与俄军进行游击战。
马斯哈多夫声称只对俄罗斯军事目标进行打击，但是也有指责其在暗杀艾哈迈德·卡德罗夫时造成了大量平民伤亡。马斯哈多夫在车臣武装中的地位始终不清楚，他本人声称自己具有绝对的领导权，但是事实上对巴萨耶夫等人并没有很强的控制力。外界多倾向于将其看成车臣武装的一个政治代言人。
马斯哈多夫多次寻求与俄罗斯政府进行和谈，但是均遭到了普京的拒绝。2005年3月8日，马斯哈多夫在一次战斗中被自己的保镖打死。也有说法是说他是在面临绝路时命令保镖将自己打死，以避免落入敌军之手。